# Copa de Clubes de la CECAFA 1984
La Copa de Clubes de la CECAFA 1984 fue la undécima edición de este torneo de fútbol a nivel de clubes de África organizado por la CECAFA y que contó con la participación de 10 equipos representantes de África Central, África Oriental y África del Sur, 3 equipos más que en la edición anterior, incluyendo por primera ocasión a equipos de Sudán.
En bicampeón defensor AFC Leopards de Kenia venció al Gor Mahia también de Kenia en la final disputada en Nairobi, Kenia para ganar el título por tercer año consecutivo y el sexto de manera consecutiva para los representantes de Kenia.

## Fase de grupos

### Grupo A
| Gor Mahia         | 1-1 | KCC               |
| Printing Club     | 1-1 | Rio Tinto FC      |
| Al-Hilal Omdurmán | 0-3 | Gor Mahia         |
| KCC               | 1-1 | Rio Tinto FC      |
| Rio Tinto FC      | 1-1 | Al-Hilal Omdurmán |
| Gor Mahia         | 3-0 | Printing Club     |
| Printing Club     | 2-3 | KCC               |
| Gor Mahia         | 2-0 | Rio Tinto FC      |
| Printing Club     | 3-3 | Al-Hilal Omdurmán |
| Al-Hilal Omdurmán | 1-3 | KCC               |

| Club              | G | E | P | GF | GC | Pts |
| ----------------- | - | - | - | -- | -- | --- |
| Gor Mahia         | 3 | 1 | 0 | 9  | 1  | 7   |
| KCC               | 2 | 2 | 0 | 8  | 5  | 6   |
| Rio Tinto FC      | 0 | 3 | 1 | 3  | 5  | 3   |
| Printing Club     | 0 | 2 | 2 | 6  | 10 | 2   |
| Al-Hilal Omdurmán | 0 | 2 | 2 | 5  | 10 | 2   |

### Grupo B
| Young Africans SC | 2-1 | Nkana Red Devils  |
| AFC Leopards      | 1-0 | Small Simba FC    |
| BPP               | 1-0 | Young Africans SC |
| Nkana Red Devils  | 0-0 | AFC Leopards      |
| Small Simba FC    | 0-0 | BPP               |
| Young Africans SC | 0-1 | AFC Leopards      |
| BPP               | 0-2 | Nkana Red Devils  |
| Small Simba FC    | 2-2 | Young Africans SC |
| AFC Leopards      | 0-1 | BPP               |
| Nkana Red Devils  | 1-1 | Small Simba FC    |

| Club              | G | E | P | GF | GC | Pts |
| ----------------- | - | - | - | -- | -- | --- |
| AFC Leopards      | 2 | 1 | 1 | 2  | 1  | 5   |
| BPP               | 2 | 1 | 1 | 2  | 2  | 5   |
| Nkana Red Devils  | 1 | 2 | 1 | 4  | 3  | 4   |
| Young Africans SC | 1 | 1 | 2 | 4  | 5  | 3   |
| Small Simba FC    | 0 | 3 | 1 | 3  | 4  | 3   |

## Semifinales
| Equipo 1     | Resultado | Equipo 2 |
| ------------ | --------- | -------- |
| AFC Leopards | 1-0       | KCC      |
| Gor Mahia    | 1-0       | BPP      |

## Tercer Lugar
| Equipo 1 | Resultado | Equipo 2 |
| -------- | --------- | -------- |
| KCC      | 1-0       | BPP      |

## Final
| Equipo 1     | Resultado | Equipo 2  |
| ------------ | --------- | --------- |
| AFC Leopards | 2-1       | Gor Mahia |

## Campeón
| Copa de Clubes de la CECAFA 1984 |
| -------------------------------- |
| Bandera de Kenia                 |
| AFC Leopards 4º Título           |